# Schladabach
Der Schladabach (tschechisch: Slatinný potok) ist ein linker Nebenbach der Eger (Ohře) im tschechischen Teil des Fichtelgebirges.
Einst wurde er von der Quelle bis zur Einmündung des Weiherbachs als Forellenbach, von dort bis Slatina (deutsch: Schlada) als Seebach und ab dort bis zur Mündung als Schladabach bezeichnet. Heute wird er, auch der als Grenzfluss 0,5 km und insgesamt 6,2 km lange Forellenbach (Gebietskennzahl 532141), auf deutscher Seite generell als Schladabach bezeichnet.

## Quelle
Der Schladabach entspringt in ca. 630 m.n.m. ca. 2,5 km südlich von Aš (deutsch: Asch) an der Staatsgrenze zu Deutschland, verläuft ca. 0,5 km als Grenzfluss und dreht dann in südöstliche Richtung in den Slatinný les (deutsch: Gärberhau).

## Verlauf
Er durchfließt den Slatinný les, passiert Hazlov (deutsch: Haslau), durchquert Františkovy Lázně (deutsch: Franzensbad) und mündet nach hauptsächlich südöstlichem Verlauf in ca. 430 m.n.m. bei Jindřichov (deutsch: Honnersdorf) nordöstlich von Cheb (deutsch: Eger) in die Ohře (Eger).

## Nebenflüsse
Neben vielen kleinen Zuflüssen sind die markantesten Nebenflüsse der Nebeský potok (deutsch: Weiherbach) bei Lipná (deutsch: Lindau) und der Hazlovský potok (deutsch: Frauenbach) bei Hazlov. Beide laufen linksseitig zu.

## Nutzung
Der Schladabach wird durch Fischerei wirtschaftlich genutzt.